# Байцаев, Владислав Борисович
Владислав Борисович Байцаев (дигор. Байцати Бариси фурт Владислав; 17 августа 1990 года, г. Дигора, Северо-Осетинская АССР, РСФСР, СССР) — российский и венгерский борец вольного стиля осетинского происхождения. Чемпион Европы 2018 года, призёр чемпионатов Европы (2011 — Серебро; 2013 — Бронза), многократный призёр чемпионатов России. Заслуженный мастер спорта России.

## Биография
Владислав Байцаев — осетин. Родился в городе Дигора. Первым тренером был Алан Дзагкоев. После нескольких месяцев тренировок бросил спорт. В 2005 году переехал во Владикавказ, где начал тренироваться у Цезаря Тибилова.
Выступал за ЦСКА и РСО-Аланию. Тренерами Владислава Байцаева были Цезарь Рафаэлович Тибилов, Георгий Шалвович Беришвили и Анатолий Хазбиевич Маргиев. Имеет воинское звание лейтенант.
В 2021 году Байцаев сменил гражданство на венгерское, чтобы отбираться на Олимпиаду в Париже в 2024 году в команде этой страны.
В марте 2022 года, выступая за Венгрию, стал серебряным призёром чемпионата Европы в Будапеште.

## Спортивные результаты
- Чемпионат Европы по борьбе 2011 — ;
- Чемпионат Европы по борьбе 2013 — ;
- Чемпионат России по вольной борьбе 2014 — ;
- Чемпионат России по вольной борьбе 2015 — ;
- Чемпионат России по вольной борьбе 2016 —
- Чемпионат России по вольной борьбе 2017 —
- Чемпионат России по вольной борьбе 2018 — ;
- Чемпионат России по вольной борьбе 2019 — ;
- Чемпионат Европы по борьбе 2018 — ;
- Чемпионат Венгрии по вольной борьбе 2022 — ;
- Чемпионат Европы по борьбе 2022 — ;
- Чемпионат Европы по борьбе 2023 — ;
- Чемпионат Европы по борьбе 2024 — ;